# Nintendo DS
Nintendo DS er en håndholdt konsol udviklet af Nintendo. Den udkom i Danmark den 11. marts 2005. Den 23. maj 2006 blev der lanceret en ny og mindre udgave, under navnet Nintendo DS Lite.
Denne konsol kan det samme som den originale version, men er dog mindre, og har fået sit design ændret kraftigt. Derudover kan lysstyrken indstilles på fire niveauer, og stylusen (pegepinden) er blevet større. I Europa er den blevet udgivet i tre farver; hvid, sort og lyserød.
Grundet det mindre design er porten til Game Boy Advance-spil også blevet mindre, og derfor vil enden af spillet stikke ud på den nederste skærm.
Ifølge Nitendo selv står DS for Developers' System (udvikleres system), i det man håbede, at konsolen kunne inspirere udviklere. Det kan dog også stå for Dual Screen (dobbelt skærm) og dermed den mest markante del af konsolen.

## Tekniske specifikationer for Nintendo DS Lite
Mål (i lukket form)

Længde: 133,0 x bredde: 73,9 x højde: 21,5 mm
Vægt (inklusiv det indbyggede batteri og stylus)

218 g (cirka)
CPU

1x ARM9 og 1x ARM7
Øverste skærm

3 tommer, transparent reflekterende TFT farve-LCD

Baggrundsbelyst – lysstyrke i 4 niveauer 		
Touch-screenen

3 tommer, transparent reflekterende TFT farve-LCD

Baggrundsbelyst – lysstyrke i 4 niveauer
Størrelse på stylus

Længde: cirka 87,5 mm, diameter: cirka 4,9 mm
Energistyrke og batteri

Genopladeligt litium-ion-batteri

Strømbesparende ”sleep mode”

AC-adapter

Spilletid pr. opladning

Minimum lysstyrke: 15–19 timer

Lav lysstyrke: 10–15 timer

Høj lysstyrke: 7–11 timer

Maksimum lysstyrke: 5–8 timer

(tiden kan variere alt efter softwaren)
Opladningstid

Cirka 3 timer

## Nintendo Wi-Fi Connection
Nintendo Wi-Fi Connection var en gratis online spilservice fra Nintendo. Spillere med et kompatibelt Nintendo DS spil kunne koble sig på denne service via et trådløst netværk ved hjælp af en Nintendo Wi-Fi USB Connector, eller en trådløs router. Servicen blev lanceret i Nord Amerika d. 14. november 2005 med udgivelsen af Mario Kart DS og Tony Hawk’s American Sk8land.
Nintendo Wi-Fi servicen blev lukket for den 20. Maj 2014. Hvilket betyder at alle spil der tidligere har understøttet det ikke længere vil kunne gøre brug af dem.
En webbrowser, Nintendo DS Browseren blev senere udgivet d. 4. juni 2007 i USA, som gjorde det muligt at gå på Internettet via den håndholdte konsol op til lukningen af Nintendo Wi-Fi servicen den 20 Maj 2014. Webbrowseren kunne fås i 2 udgaver. Både til den originale originale Nintendo DS og til den mindre Nintendo DS Lite. Med browseren fulgte en "Memory Pak" med som kunne sættes ind i DS'ens Game Boy Advance cartidge slot og tilføjede yderligere 8MB RAM til maskinen.